# Портервил (Калифорнија)
Портервил (енгл. Porterville) град је у америчкој савезној држави Калифорнија. По попису становништва из 2010. у њему је живело 54.165 становника.

## Демографија
Према попису становништва из 2010. у граду је живело 54.165 становника, што је 14.550 (36,7%) становника више него 2000. године.
| Група             | 2000.          | 2010.          |
| Белци             | 16.649 (42,0%) | 16.423 (30,3%) |
| Афроамериканци    | 506 (1,3%)     | 673 (1,2%)     |
| Азијати           | 1.835 (4,6%)   | 2.521 (4,7%)   |
| Хиспаноамериканци | 19.589 (49,4%) | 33.549 (61,9%) |
| Укупно            | 39.615         | 54.165         |